# Камино ал Таљаменто
Камино ал Таљаменто (итал. Camino al Tagliamento) је насеље у Италији у округу Удине, региону Фурланија-Јулијска крајина.
Према процени из 2011. у насељу је живело 730 становника. Насеље се налази на надморској висини од 30 м.

## Становништво
| 1936. | 1951. | 1961. | 1971. | 1981. | 1991. | 2001. | 2011. |
| ----- | ----- | ----- | ----- | ----- | ----- | ----- | ----- |
| 2.412 | 2.470 | 2.200 | 1.770 | 1.719 | 1.706 | 1.632 | 1.660 |